# Hauchecorne (abbé)
 (septembre 2018).
 (janvier 2025).
Pour les articles homonymes, voir Hauchecorne.
Hauchecorne est un abbé, linguiste et pédagogue français, docteur de Sorbonne, né à Bolbec vers 1750. 
Il enseigne la philosophie au Collège des Quatre-Nations ; en 1807, il est sous-directeur des études du Prytanée militaire.

## Publications
- Abrégé latin de philosophie, 1784
- Logique française, 1784
- Vie de Michel-Ange Buonarroti, peintre, sculpteur et architecte de Florence, Paris, L. Cellot, 1783, 432 p.
- Abrégé latin de philosophie, avec une introduction et des notes françoises, Paris, 1784, 2 vol. Volume 1 en ligne, Volume 2 en ligne.
- Logique françoise, pour préparer les jeunes gens à la rhétorique, Paris , Belin, Colas, 1784, [4]-158 p. Lire en ligne ; réédition en 1806, 1812 et 1834.
- Anatomie philosophique et raisonnée, pour servir d'introduction à l'histoire naturelle, Paris, Delaplace, an IV (1795), 2 vol.